# Hierochloe fusca
Hierochloe fusca är en gräsart som beskrevs av Victor Dmitrievich Zotov. Hierochloe fusca ingår i släktet Hierochloe och familjen gräs. Inga underarter finns listade i Catalogue of Life.